# ورونیکا ماجیو
ورونیکا ساندرا کارین ماجیو (متولد ۱۵ مارس ۱۹۸۱) خواننده و ترانه‌سرا سوئدی است. ماجیو از پدری ایتالیایی و مادری سوئدی متولد شد و در اوپسالا بزرگ شد. ماجیو پس از تحصیل در زمینه موسیقی و عضویت در یک گروه موسیقی، اولین تک آهنگ خود را با نام " Dumpa mig " در سال ۲۰۰۶ تحت عنوان گروه موسیقی یونیورسال منتشر کرد. اولین آلبوم وی، Vatten och bröd (۲۰۰۶)، موفقیت تجاری را نشان داد و منجر به برنده شدن گرمی برای او شد.
از زمان اولین حضور خود، ماجیو پنج آلبوم دیگر تحت عنوان یونیورسال منتشر کرده‌است که چهار آلبوم در جدول سوئد قرار دارند. علاوه بر این، ۲۶ آهنگ او در فهرست ۲۰ آهنگ برتر در سوئد شناخته شده‌اند. در خارج از انتشارات انفرادی، او آهنگهایی را برای دیگر هنرمندان از جمله " هی برادر " برای آویچی سروده‌است.

## زندگی‌نامه
ورونیکا ساندرا کارین ماجیو در ۱۵ مارس ۱۹۸۱ در اوپسالا، سوئد، از مادری سوئدی و پدری ایتالیایی متولد شد. او در دبستان کلاسهای موسیقی اوپسالا تحصیل کرد و برای ادامه تحصیل به موسیقی در Bolandgymnasiet (دبیرستان بولاند) در اوپسالا رفت و همچنین خواننده اصلی گروه Solitude بود.
در اکتبر ۲۰۱۱، ماجیو صاحب یک پسر و در سال ۲۰۱۹ یک دختر با نیلز تال شد.

## حرفه موسیقی

### ۲۰۰۷-۰۷: Vatten och bröd
در مارس ۲۰۰۶، ماجیو اولین آهنگ خود را با نام (Dump Me) را منتشر کرد. ویدئوی این تک آهنگ به زودی در هفته تلویزیون‌های ZTV به عنوان موزیک موفق هفته درآمد. دومین تک آهنگ او با عنوان" Nöjd؟ " را با گروه موسیقی یونیورسال قرارداد بست و در تابستان ۲۰۰۶ به عنوان بخشی از سفر دریایی تابستانی، یک برنامه موسیقی زنده سوئدی در TV4، به یک تور دعوت شد.

### ۱۰-۲۰۱۰: Och vinnaren är. ..
در ۲۶ مارس ۲۰۰۸، ماجیو آلبوم دیگری را با عنوان - Och vinnaren är. منتشر کرد، که او آن را به همراه اسکار لینروس نوشت و ضبط کرد.
در سال ۲۰۰۹ او با موفقیت در نروژ و دانمارک با تک آهنگ " Måndagsbarn " (فرزند دوشنبه) به مقام اول جدول نروژی رسید و همچنین در لیست ایستگاه رادیویی نروژ NRK P3 قرار گرفت. vinnaren är ... به لیست ۴۰ آلبوم برتر راه یافت.
در سال ۲۰۱۰ ماجیو با پتر در تک آهنگ جدید خود "Längesen" (مدتها پیش) از آلبوم "En räddare i nöden" (یک منجی در صورت نیاز) همکاری کرد.

## جایزه و تقدیر
ماجیو برنده بسیاری از جوایز موسیقی سوئد شده‌است. در سال ۲۰۰۷ او "Årets Nykomling" (تازه‌وارد سال) را در Grammisgalan دریافت کرد.
در سال ۲۰۱۱ ماجیو جایزه Rockbjörnen (خرس سنگی) را برای هر دو عنوان نامزدی "Årets kvinnliga liveartist" (هنرمند زن زنده سال) و "Årets svenska låt" (آهنگ سوئدی سال) که توسط روزنامه سوئدی آفتونبلادت ارائه شد، برنده شد.